# Cantone di Quercy-Aveyron
Il Cantone di Quercy-Aveyron è una divisione amministrativa dell'Arrondissement di Montauban.
È stato istituito a seguito della riforma dei cantoni del 2014, che è entrata in vigore con le elezioni dipartimentali del 2015.

## Composizione
Comprende i comuni di:
- Albias
- Auty
- Cayrac
- L'Honor-de-Cos
- Lamothe-Capdeville
- Mirabel
- Molières
- Montalzat
- Montastruc
- Montfermier
- Montpezat-de-Quercy
- Piquecos
- Réalville
- Saint-Vincent
- Villemade